# Épreville
Épreville is een gemeente in het Franse departement Seine-Maritime (regio Normandië) en telt 762 inwoners (1999). De plaats maakt deel uit van het arrondissement Le Havre.

## Geografie
De oppervlakte van Épreville bedraagt 6,5 km², de bevolkingsdichtheid is 117,2 inwoners per km².
De onderstaande kaart toont de ligging van Épreville met de belangrijkste infrastructuur en aangrenzende gemeenten.

## Demografie
Onderstaande figuur toont het verloop van het inwonertal (bron: INSEE-tellingen).